# Shaw River (De Grey River)
Der Shaw River ist ein Fluss in der Region Pilbara im Nordwesten des australischen Bundesstaates Western Australia.

## Geographie
Der Fluss entspringt an den Nordhängen der Chichester Range bei der Siedlung Emu Springs und fließt nach Norden durch das Hügelland. Er besitzt eine breite Flussaue mit vielen Inseln, unter anderem Long Island und Rocky Island. Seinen Lauf nach Norden setzt er durch die Gorge Range fort und mündet unmittelbar südlich des Great Northern Highway, ungefähr 20 Kilometer westlich der Geisterstadt Goldsworthy und 50 Kilometer östlich von Port Hedland, in den De Grey River.
Der Shaw River führt nicht das ganze Jahr über Wasser, sondern nur in der Regenzeit. Bei längeren Dürren kann das Wasser auch bis zu vier Jahre hintereinander ausbleiben. Die Wasserqualität im Fluss hängt vom Wasserstand ab. Der durchschnittliche Salzgehalt beträgt 110 mg/l und die durchschnittliche Trübung 78 NTU.

### Nebenflüsse mit Mündungshöhen
Er hat folgende Nebenflüsse:
- Big Creek – 372 m
- Haunted Hole Creek – 320 m
- Western Shaw River – 313 m
- Coondina Creek – 302 m
- Garden Greek – 301 m
- Coolargarack Creek – 293 m
- Twelve Mile Creek – 293 m
- Black Range Creek – 273 m
- Ram Creek – 273 m
- Five Mile Creek – 262 m
- Tambourah Creek – 251 m
- Canning Creek – 245 m
- Tambina Creek – 231 m
- Shaw Patch Creek – 229 m
- Mulgandinnah Creek – 203 m
- Coolegong Creek – 199 m
- Coolyia Creek – 185 m
- Dalton Creek – 180 m
- Callina Creek – 177 m
- Leilira Creek – 168 m
- Honeyeater Creek – 161 m
- Minnieritchie Creek – 141 m
- Caldera Creek – 118 m
- Miralga Creek – 97 m

### Durchflossene Seen
Er durchfließt folgende Seen/Stauseen/Wasserlöcher:
- Coondina Pool – 303 m